# Cot Aluethok
Cot Aluethok är ett berg i Indonesien.   Det ligger i provinsen Aceh, i den västra delen av landet, 1 800 km nordväst om huvudstaden Jakarta. Toppen på Cot Aluethok är 292 meter över havet.
Terrängen runt Cot Aluethok är huvudsakligen kuperad, men norrut är den platt. Havet är nära Cot Aluethok åt nordost. Runt Cot Aluethok är det ganska glesbefolkat, med 22 invånare per kvadratkilometer. Närmaste större samhälle är Banda Aceh, 17,0 km väster om Cot Aluethok. Omgivningarna runt Cot Aluethok är en mosaik av jordbruksmark och naturlig växtlighet.